# Zusterpolder

De Zusterpolder is een polder en voormalig waterschap in de gemeente Den Haag, in de Nederlandse provincie Zuid-Holland. 
 Het waterschap werd in 1927 opgeheven en bij het Hoogheemraadschap van Delfland en de gemeente Den Haag gevoegd.
Het waterschap was verantwoordelijk voor de drooglegging en de waterhuishouding in de polder. De polder ligt in het gebied dat bezit was van het Sint-Elizabethklooster, hetgeen de benaming van de zusters verklaart.